# SoulCalibur Legends
SoulCalibur Legends est un jeu vidéo développé et édité par Namco sur Wii. Il est sorti le 20 novembre 2007 aux États-Unis et le 13 décembre 2007 au Japon. Il est sorti en 2008 en Europe. C'est le premier opus de la série SoulCalibur à utiliser le gameplay d'un beat them all. On y retrouve divers personnages de la série comme Siegfried (aussi connu sous le nom de Nightmare), Ivy, Mitsurugi ou Taki. On y trouve aussi comme personnage invité Lloyd Irving, le personnage principal de Tales of Symphonia.

## Personnages
- Siegfried : Siegfried est le personnage principal du jeu. Tout au long de l'aventure, il fera de nouvelles rencontres, trouvera de nouvelles épées (sachant que c'est son arme principale) puis vivra de grandes émotions. C'est le premier personnage jouable en mode quête. Son épée est relativement lourde ce qui fait en sorte qu'il doit la tenir à deux mains, rendant ses mouvements relativement lents mais puissants.

- Ivy : Étant celle qui vient en aide à Siegfried au début de l'aventure en maitrisant un dragon puis, celle armé de son fouet tranchant, Ivy est très rapide dans ses actes. Son fouet lui permet d'atteindre de grandes distances et de contrôler des ennemis sans trop s'en approcher.

- Sophitia : Après avoir sauvé l'empereur masqué, il faut se rendre dans les anciennes ruines d'Égypte afin d'y sauver Sophitia. Équipée d'une petite épée puis d'un bouclier, elle est très rapide dans ses mouvements ce qui lui permet d'attaquer plusieurs ennemis à la fois.

- Astarothð : Astarothð se trouve à être un boss puis se retrouve comme étant un personnage. Son arme, une lourde masse, le rend très lent. Cependant, sa taille, sa force et son poids compensent pour sa lenteur.

- Taki : Après s'être rendu au Japon puis avoir détruit un boss, on se fait rapidement aider par Taki. N'ayant pas de longue épée, ses couteaux, sa rapidité, sa variété de mouvement et son agilité font d'elle la meilleure ninja du jeu. Elle peut facilement détruire 4 ennemis d'un coup!

- Mitsurugui : Vers la fin du 2e chapitre, on se retrouve face à face pour un duel interminable contre Mitsurugui. Cependant, après s'être longuement battu, il accepte de se joindre à vous. Avec son katana tranchant, il peut transpercer deux ennemis à la fois.

- Lloyd Irving : à la suite d'un combat opposant Siegfried à Lloyd Irving, puis à un dragon, Lloyd se joint à vous pour défendre le monde contre l'empereur masqué qui, après avoir récupéré Soul Calibur, devient démoniaque. Avec ses 2 épées lui servant et de bouclier, et d'arme, Lloyd peut vous aider à vous débarrasser facilement et rapidement des gros ennemis.

Au cours de l'aventure, certains personnages comme Talim, Berseker, Assassin, Lizardman et Astaroth (personnages injouables) se retrouvent à être des opposants. Il y a aussi des loups, des golems, des momies, des squelettes guerriers, des archers et des boss qui essayeront de gêner la progression du joueur.